# Relations entre la France et le Portugal
Les relations entre la France et le Portugal sont des relations internationales s'exerçant au sein de l'Union européenne entre deux États membres de l'Union, la République française et la République portugaise. Elles sont structurées par deux ambassades, l'ambassade de France au Portugal et l'ambassade du Portugal en France.

## Histoire
Afonso Ier de Portugal, le monarque fondateur du Royaume du Portugal, était un descendant agnatique de la maison française de Bourgogne, elle-même une branche cadette de l'influente dynastie capétienne. Les deux nations allaient devenir deux des plus grands empires mondiaux, l'empire colonial français et l'empire portugais rivalisant l'un avec l'autre dans leur quête d'expansion de leurs empires respectifs. En 1495, la France et le Portugal signent un traité d'alliance et de commerce, le premier entre les deux nations. En 1536, un autre traité d'amitié et d'alliance est signé entre les deux pays.
Entre 1640 et 1668, la France se range aux côtés du Portugal pendant la guerre de restauration portugaise contre l'Espagne. Cependant, pendant la guerre de Sept Ans, les deux nations se retrouvent dans des camps opposés. La France et le Portugal s'opposent ensuite pendant la guerre de Succession d'Espagne, puis pendant l'invasion espagnole du Portugal en 1762. En 1641, la première ambassade portugaise est envoyée en France.
Les relations entre la France et le Portugal se dégradent lorsqu'en 1807, le Portugal refuse la demande de l'empereur français Napoléon Ier d'adhérer au système continental d'embargo contre le Royaume-Uni. Peu après, suit une campagne française sous le commandement du général Jean-Andoche Junot, et la capitale portugaise de Lisbonne est occupée le 8 décembre 1807.
1807: Départ des membres de la monarchie et de la cour portugaises pour Rio de Janeiro, au Brésil, en raison de l'imminence de l'invasion française de Lisbonne, sous Napoléon Ier. Rio restera la capitale du Portugal et de l'empire entre 1808 et 1821. Lisbonne retrouve son statut de capitale du Portugal lorsque le Brésil déclare son indépendance du Portugal en 1822.
L'intervention britannique dans la péninsule ibérique contribue à rétablir l'indépendance portugaise ; les dernières troupes françaises se retirent en 1812. La guerre a coûté au Portugal la ville d'Olivença, aujourd'hui gouvernée par l'Espagne.
Au cours du XXe siècle, le Portugal et la France nouent des liens politiques plus étroits, la France jouant un rôle plus important dans les questions de politique étrangère portugaise. Pendant la Première Guerre mondiale, le Portugal reste neutre, mais en 1916, il s'associe aux forces alliées françaises. En revanche, le Portugal reste neutre tout au long de la Seconde guerre mondiale.

## Immigration
Entre 1957 et 1974, 900 000 Portugais émigrent en France, majoritairement des travailleurs issus de la paysannerie et des jeunes refusant d’être enrôlés dans l’armée pour les guerres coloniales.
Des dirigeants de l'opposition à la dictature d'António de Oliveira Salazar, notamment communistes, trouvent également refuge en France pour échapper à l'arrestation. La plupart des dirigeants du Parti communiste portugais sont cependant interdits d’entrée et de séjour dans l’Hexagone, les contraignant à la clandestinité.